# 海山町
海山町（みやまちょう）は、かつて三重県北牟婁郡にあった町。三重県南部に位置し、東紀州地域に含まれていた。
2005年（平成17年）10月11日、隣接する紀伊長島町と合併して紀北町が発足し、自治体としての海山町は廃止された。合併特例法で定められた地域自治区制度を導入して紀北町海山区が設置されたが、2016年（平成28年）3月31日に地域自治区は廃止された。
世界遺産に登録されている熊野古道は海山町域にも存在した。

## 地理
- 河川: 船津川、銚子川

### 隣接していた自治体
- 尾鷲市
- 多気郡：宮川村
- 北牟婁郡：紀伊長島町
- 奈良県吉野郡：上北山村

## 歴史
- 1954年（昭和29年）8月1日 - 引本町・相賀町・船津村・桂城村が合併して海山町が発足。
- 2005年（平成17年）10月11日 - 紀伊長島町と合併して紀北町が発足。同日海山町廃止。

## 行政
- 町長：塩谷龍生

### 広域行政
- 紀北広域連合
- 尾鷲地区広域行政事務組合
- 三重紀北消防組合

## 学校

### 中学校
- 海山町立潮南中学校
- 海山町立三船中学校
- 海山町立桂城中学校

### 小学校
- 海山町立相賀小学校
- 海山町立上里小学校
- 海山町立引本小学校
- 海山町立船津小学校
- 海山町立矢口小学校
- 海山町立白浦小学校
- 海山町立島勝小学校

### 図書館・図書室
- 海山町町民センター図書室
- 海山町児童図書館

## 交通

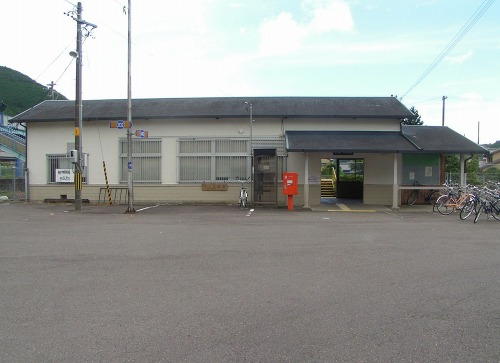
相賀駅

### 鉄道
- 東海旅客鉄道
  - 紀勢本線：船津駅 - 相賀駅

### バス
- 三重交通

### 道路
- 国道42号

## 娯楽
かつて海山町には以下の映画館があった。1960年（昭和35年）の北牟婁郡には8館の映画館があった。
- 旭座
- 相生館
- 昭和館
- 海山館

## 出身有名人
- 和田義彦 - 洋画家
- 西田厚聰 - 東芝会長